# 阿尔比茹瓦自由城
阿尔比茹瓦自由城（法語：Villefranche-d'Albigeois，法語發音：[vilfʁɑ̃ʃ dalbiʒwa]）是法国奥克西塔尼大区塔恩省的一个市镇，属于阿尔比区。

## 地理
阿尔比茹瓦自由城（43°53'49"N, 2°19'48"E）面积22.09 平方千米，位于法国奧克西塔尼大區塔恩省，该省份为法国南部内陆省份，北起顺时针与阿韦龙省、埃罗省、奥德省、上加龙省和塔恩-加龙省接壤。
与阿尔比茹瓦自由城接壤的市镇（或旧市镇、城区）包括：昂比亚莱、贝勒加德-马尔萨勒、勒弗赖斯、穆齐耶伊特勒、波利内、塞雷纳克、泰耶、泰尔德邦卡列。

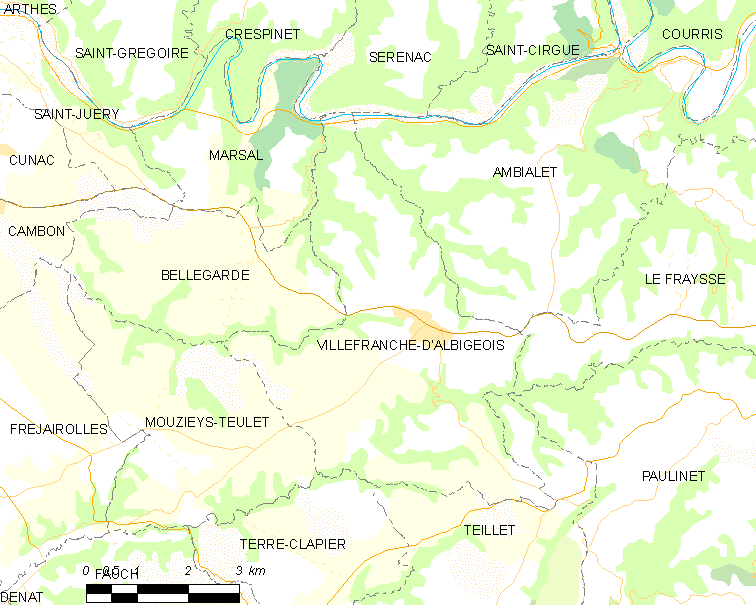
阿尔比茹瓦自由城的OSM定位图

阿尔比茹瓦自由城的时区为UTC+01:00、UTC+02:00（夏令时）。

## 行政
阿尔比茹瓦自由城的邮政编码为81430，INSEE市镇编码为81317。

## 政治
阿尔比茹瓦自由城所属的省级选区为上达杜县。

## 人口

1962-2008年间阿尔比茹瓦自由城人口变化图示

阿尔比茹瓦自由城于2022年1月1日时的人口数量为1235人。